# XXXe siècle av. J.-C.
../.. | 
IVe millénaire av. J.-C. |
IIIe millénaire av. J.-C. |
IIe millénaire av. J.-C. |
../..
XXXe siècle av. J.-C.
| XXIXe siècle av. J.-C.
| XXVIIIe siècle av. J.-C.
| XXVIIe siècle av. J.-C.
| XXVIe siècle av. J.-C.

XXVe siècle av. J.-C.
| XXIVe siècle av. J.-C. 
| XXIIIe siècle av. J.-C.
| XXIIe siècle av. J.-C.
| XXIe siècle av. J.-C.
Liste des millénaires |
Liste des siècles
Le XXXe siècle av. J.-C. couvre la période allant de l'an 3000 av. J.-C. à l'an 2901 av. J.-C. inclus.

## Évènements
- 3000-2800 av. J.-C. : périodes d'Uruk III et de Ninive V en Mésopotamie et la civilisation de Caral de l'Amérique.
- 3000-2600 av. J.-C. : première occupation de Troie (Troie I)[1].

Vers 3000 av. J.-C. : apparition des cultures à céramique cordée en Europe du Nord.

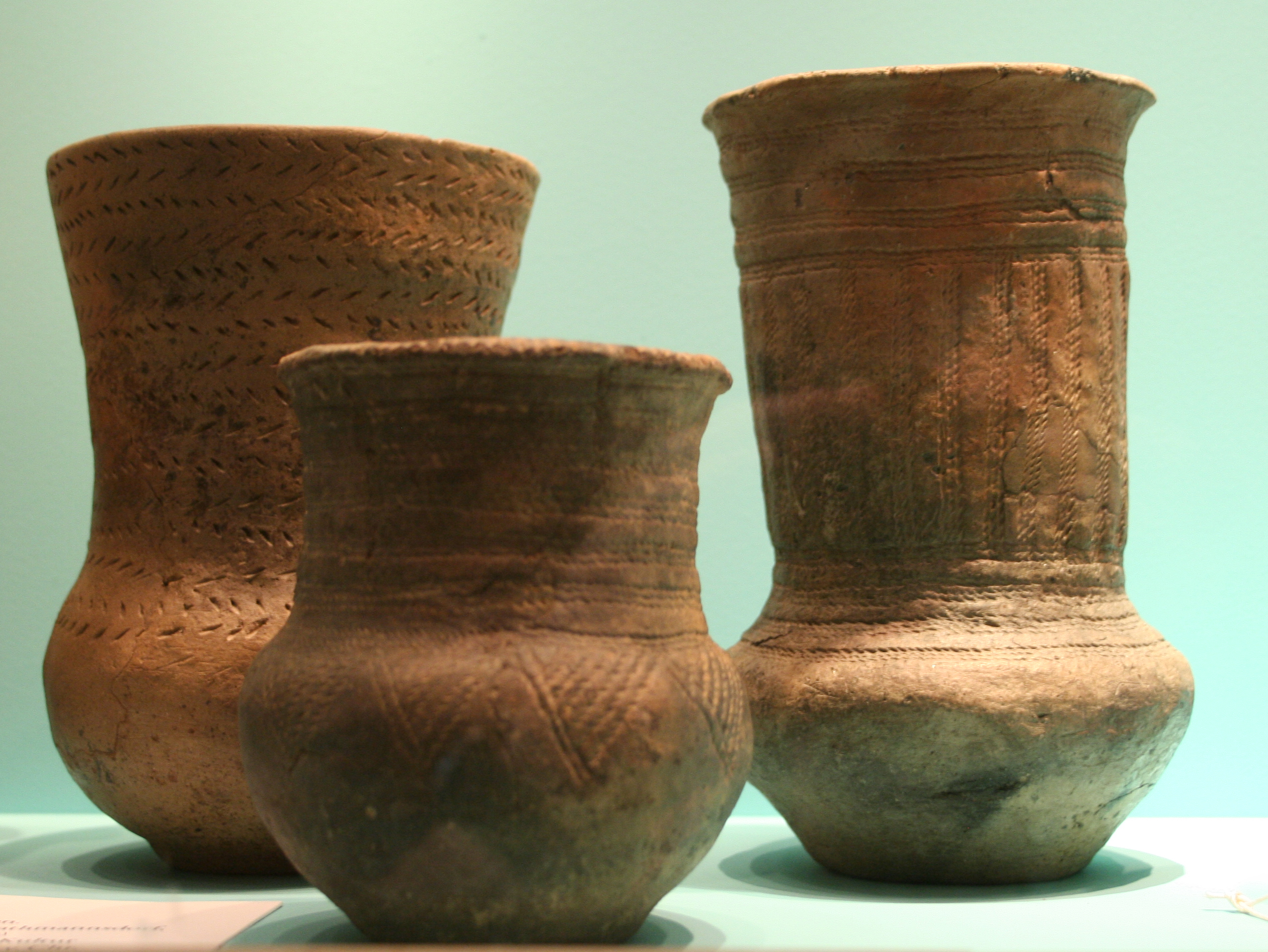
Céramique cordée, Museum für Vor- und Frühgeschichte (Berlin).

- métallurgie du cuivre en Méditerranée occidentale (mines locales découvertes dans le sud-est de l’Espagne par des prospecteurs venus de Méditerranée orientale).
- travail du bronze en Chine ; couteau de bronze découvert en 1978 sur le site de Linjia, Xian de Dongxiang, Gansu, appartenant à la culture de Majiayao. Début possible de l'utilisation du soc en agriculture (région de Hangzhou).

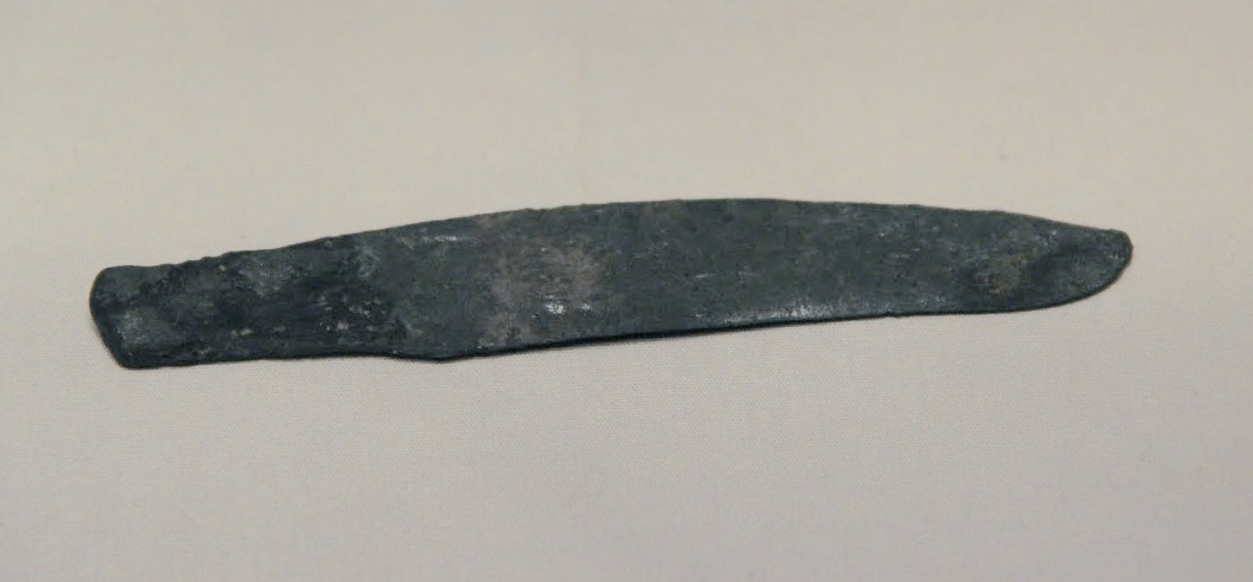
Couteau de bronze. Site de Linjia.